# 霍爾姆區

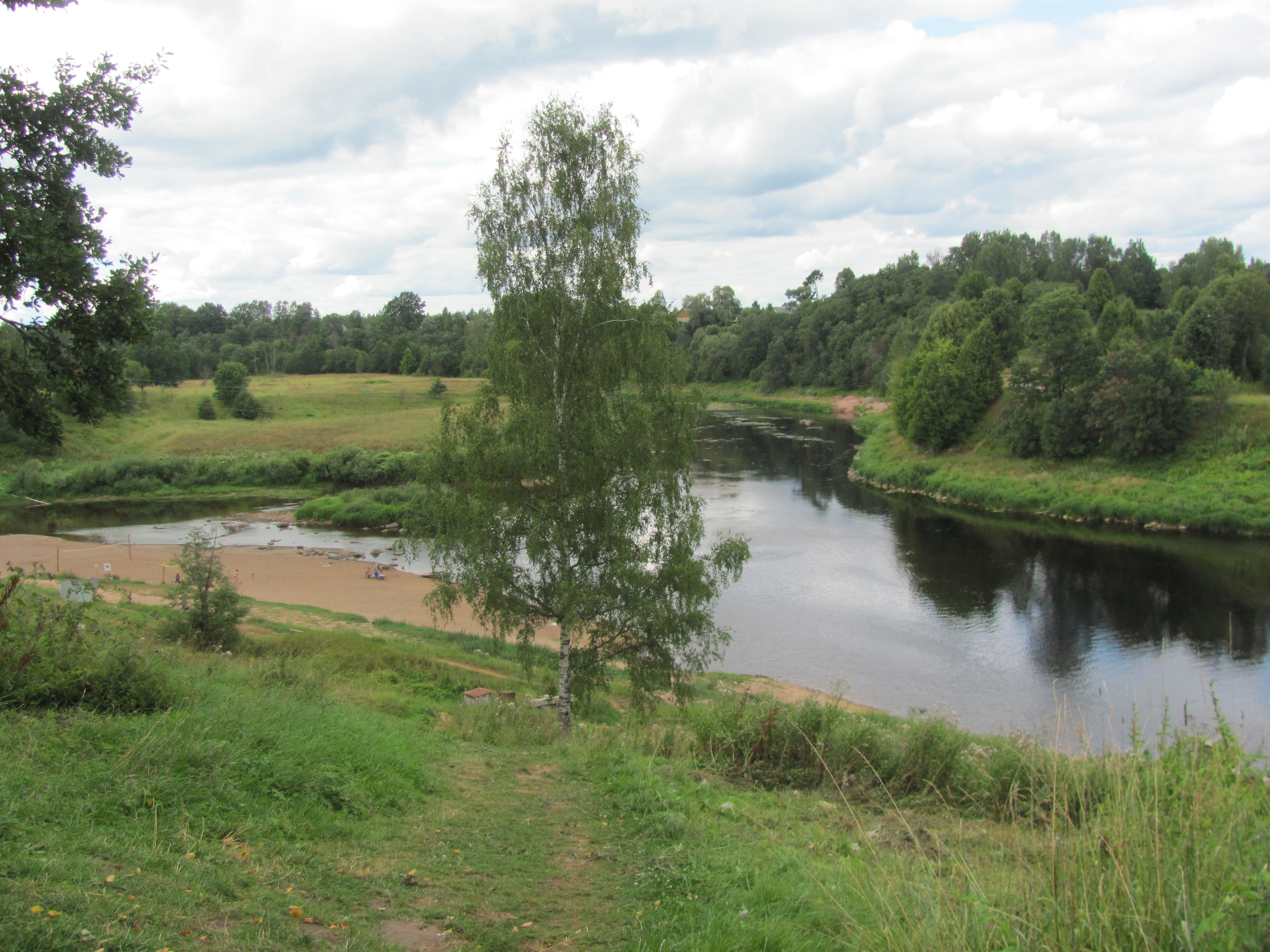

57°09′N 31°11′E / 57.150°N 31.183°E
霍爾姆區（俄语：Холмский район），是俄羅斯的一個區，位於該國西北部，由諾夫哥羅德州負責管轄，始建於1927年8月1日，面積2,178.69平方公里，2010年人口6,177，人口密度每平方公里2.84人。